# Vălioara, Hunedoara
Vălioara este un sat în comuna Răchitova din județul Hunedoara, Transilvania, România.

## Imagini

Vălioara în Harta Iosefină a Transilvaniei, 1769-1773